# Йоланда Рамос
Йоланда Рамос (ісп. Yolanda Ramos, *4 вересня 1968) — іспанська акторка й телеведуча.

## Фільмографія
- Повернення (2006)
- Джеймс Понт (2011)
- Карміна та амінь (2014)
- Зараз або ніколи (2015)
- Різдвяна ніч в Барселоні (2015)